# La Planada, Coyotepec
La Planada är en ort i Mexiko, tillhörande kommunen Coyotepec i delstaten Mexiko. La Planada ligger i den centrala delen av landet och tillhör Mexico Citys storstadsområde. Orten hade 2 554 invånare vid folkmätningen 2010.